# غارسور (حومة لنجة)
غارسور (بالفارسية: گرسور) هي مستوطنة تقع في إيران في مهران. يقدر عدد سكانها بـ 82 نسمة .